# Berlinoir
Berlinoir ist der Titel einer Comicreihe des Zeichners Reinhard Kleist und des Autors Tobias O. Meißner. Bisher sind die Alben „Scherbenmund“ (2003), „Mord!“ (2004) und „Narbenstadt“ (2008) sowohl in deutscher als auch in französischer Sprache erschienen. Die Reihe erzählt einen spannenden Politthriller aus einem durch und durch korrupten Berlin. Doch diese Stadt liegt in einem Paralleluniversum, in dem die Menschheitsgeschichte anders verlaufen ist: Berlin wird hier von faschistischen Vampiren beherrscht. Berlinoir ist eine Stadt, die seit der lebhaften und todbringenden Geschichte des zwanzigsten Jahrhunderts existiert. Berlinoir ist Berlin im Delirium der Zeiten und kann historisch nicht verortet werden.
Die Serie ist eine Politparabel und spielt auf Filme an, wie „M“, Metropolis, Dr. Mabuse und Mädchen in Uniform. Außerdem werden im dritten Teil Figuren aus Werken von George Grosz zitiert, z. B. Der Liebeskranke und Grauer Tag.
Die deutsche Ausgabe erscheint bei Edition 52, die französische bei Edition Akileos.

## Bände

### Scherbenmund
Die Stadt Berlinoir wird von einem mächtigen Vampirclan, unter der Regentschaft des Nicolas Szerbenmund regiert, der den Lebenden in an Konzentrationslager gemahnenden „Blutfabriken“ massenhaft zwangsweise den Lebenssaft abzapft. Die vampirischen Herrscher versuchen mühsam durch permanente Propaganda, der Masse der „lebenden“ Bevölkerung den „wohltätigen“ Charakter ihres in Wahrheit totalitären Regimes einzutrichtern und ihre Herrschaft durch möglichst zahlreichen freiwilligen Übertritt der Lebenden zum Vampirismus zu stabilisieren. Widerstand scheint zwecklos, dennoch existiert eine Untergrundorganisation, die durch tollkühne Attentate auf hochrangige Vampire die Bevölkerung aufwiegelt.

### Mord!
Im zweiten Teil der Reihe wird Berlinoir von einer unheimlichen Mordserie erschüttert. Die Rebellen versuchen sich unter der Führung der jungen Veta neu zu organisieren und der neue Regierende Bürgermeister bzw. Bürdenmeister Mardocles versucht verzweifelt, die Stadt unter seine Kontrolle zu bekommen.